# Oxysychus sphaerotrypesi
Oxysychus sphaerotrypesi is een vliesvleugelig insect uit de familie Pteromalidae. De wetenschappelijke naam is voor het eerst geldig gepubliceerd in 1996 door Yang.